# Gianluca Frontino
Gianluca Frontino (Italia; 29 de noviembre de 1989) es un futbolista suizo de origen italiano. Juega como mediocampista y actualmente se encuentra en FC Schaffhausen de la Challenge League.

## Clubes
| Club                | País   | Año           |
| ------------------- | ------ | ------------- |
| Grasshoppers        | Suiza  | 2006 - 2008   |
| U.S. Lecce (Cedido) | Italia | 2008 - 2009   |
| FC Schaffhausen     | Suiza  | 2009 - 2010   |
| SV Schaffhausen     | Suiza  | 2010-2011     |
| FC Schaffhausen     | Suiza  | 2011-2014     |
| FC Thun             | Suiza  | 2014-2015     |
| FC Schaffhausen     | Suiza  | 2015-presente |